# Anaciaeschna melanostoma
Anaciaeschna melanostoma е вид водно конче от семейство Aeshnidae.

## Разпространение
Видът е разпространен в Соломонови острови.